# Michel Martone
Pour les articles homonymes, voir Martone.
Michel Martone, né le 8 janvier 1974 à Nice en France, est une personnalité politique italienne, notamment vice-ministre du travail et des politiques sociales du 29 novembre 2011 au 27 avril 2013. Il est le fils du magistrat Antonio Martone (it).